# Almeidella
Almeidella is een geslacht van vlinders van de familie nachtpauwogen (Saturniidae), uit de onderfamilie Ceratocampinae.

## Soorten
- A. almeidai Oiticica, 1946
- A. approximans (Schaus, 1920)
- A. corrupta (Schaus, 1913)